# Новоямское сельское поселение (Мордовия)
Новоямское се́льское поселе́ние — муниципальное образование в Ельниковском районе Мордовии Российской Федерации.
Административный центр — село Новоямская Слобода.

## История
Статус и границы сельского поселения установлены Законом Республики Мордовия от 1 декабря 2004 года № 97-З «Об установлении границ муниципальных образований Ельниковского муниципального района, Ельниковского муниципального района и наделении их статусом сельского поселения и муниципального района».
В 2011 году была упразднена входившая в состав поселения деревня Бриловский завод.

## Население
| 2002 | 2010 | 2012 | 2013 | 2014 | 2015 | 2016 |
| ---- | ---- | ---- | ---- | ---- | ---- | ---- |
| 629  | ↘448 | ↘424 | ↘406 | ↘375 | ↘372 | ↗376 |
| 2017 | 2018 | 2019 | 2020 | 2021 |      |      |
| ↘370 | ↘349 | ↘343 | ↘336 | ↘308 |      |      |

## Состав сельского поселения
| № | Населённый пункт        | Тип населённого пункта       | Население |
| - | ----------------------- | ---------------------------- | --------- |
| 1 | Новая Армеевка          | деревня                      | ↘9        |
| 2 | Новобогородские Выселки | деревня                      | ↘2        |
| 3 | Новоямская Слобода      | село, административный центр | ↘280      |
| 4 | Новоямские Выселки      | посёлок                      | ↘1        |
| 5 | Новый Ковыляй           | село                         | ↘77       |
| 6 | Октябрь                 | деревня                      | ↘5        |
| 7 | Старые Русские Пошаты   | деревня                      | ↘22       |
| 8 | Черляй                  | посёлок                      | ↘52       |